# Schiller Park, Illinois
Schiller Park är en ort (village) i Cook County, i delstaten Illinois, USA. Enligt United States Census Bureau har orten en folkmängd på 11 844 invånare (2011) och en landarea på 7,2 km².